# Ipomoea capillacea
Ipomoea capillacea ist eine Pflanzenart aus der Gattung der Prunkwinden (Ipomoea) aus der Familie der Windengewächse (Convolvulaceae). Die Art ist in Amerika verbreitet.

## Beschreibung
Ipomoea capillacea ist eine ausdauernde Pflanze, die eine kleine knollenförmige Wurzel als Überdauerungsorgan bildet. Die Stängel wachsen aufrecht, sind unverzweigt oder wenig verzweigt und erreichen Höhen von meist nur 40 cm oder weniger. Die Laubblätter sind aufsitzend und fußförmig in fadenförmige Segmente von 1 bis 2 cm Länge geteilt.
Die Blütenstandsstiele der einblütigen Blütenstände sind gleich lang wie oder kürzer als die Laubblätter. Die Kelchblätter haben eine Länge von 4 bis 5 mm, sind oval oder breit eiförmig, abgestumpft und auf der Rückseite schwach oder dicht weichborstig behaart. Die Krone ist leuchtend pink oder violett und etwa 2,5 cm lang.
Die Früchte sind kugelförmige Kapseln mit einem Durchmesser von 4 bis 5 mm. Die Samen sind fein flaumhaarig.

## Verbreitung
Die Art ist im Südwesten der USA, in Guatemala, Mexiko, El Salvador, Honduras, Costa Rica, Panama und im Nordwesten Südamerikas verbreitet. Sie wächst dort in offenen Graslandschaften in Kiefernwäldern, gelegentlich auch auf feuchten Wiesen oder auf Kalkstein. Sie ist in Höhenlagen zwischen 800 und 2000 m zu finden.